# Чайче (Пільський повіт)
Чайче (пол. Czajcze, нім. Heinrichsfelde) — село в Польщі, у гміні Висока Пільського повіту Великопольського воєводства.
Населення — 593 особи (2011).
У 1975-1998 роках село належало до Пільського воєводства.

## Демографія
Демографічна структура станом на 31 березня 2011 року:
|          | Загалом | Допрацездатний вік | Працездатний вік | Постпрацездатний вік |
| -------- | ------- | ------------------ | ---------------- | -------------------- |
| Чоловіки | 314     | 80                 | 219              | 15                   |
| Жінки    | 279     | 73                 | 160              | 46                   |
| Разом    | 593     | 153                | 379              | 61                   |